# PhpDocumentor
phpDocumentor es un generador de documentación de código abierto escrito en PHP. Automáticamente analiza el código fuente PHP y produce la API de lectura y documentación del código fuente en una variedad de formatos. phpDocumentor genera la documentación en base al estándar formal PHPDoc. Es compatible con la documentación del código orientado a objetos y programación procedimental, además es capaz de crear documentos HTML, PDF, CHM y formatos Docbook. Se puede utilizar desde la línea de comandos o mediante una interfaz web. Tiene soporte para la vinculación entre la documentación, la incorporación de documentos a nivel de usuario como tutoriales, y la creación de código fuente resaltado con referencias cruzadas a la documentación en general de PHP. phpDocumentor es capaz de analizar toda la sintaxis de PHP y apoya PHP4 y PHP5. Se trata de un proyecto de código abierto y se distribuye bajo la licencia LGPL.